# Mares veritables
Mares veritables (朝が来る, Asa ga Kuru) és una pel·lícula dramàtica japonesa del 2020 dirigida per Naomi Kawase. Va ser seleccionada per ser exhibida al Festival de Canes 2020. Està basada en una novel·la del 2015 de Mizuki Tsujimura. El juny de 2020, el Festival Internacional de Cinema de Toronto va anunciar que la pel·lícula formaria part de l'edició d'aquell any. Va ser seleccionada com a candidata japonesa a la millor pel·lícula de parla no anglesa als 93ns Premis Oscar, però no va ser nominada. S'ha doblat al català.